# Андреа Суперджі
Андреа Суперджі (італ. Andrea Superchj; XIII ст.) — політик і державний діяч Сан-Марино XIII сторіччя. 
Супержі — один з перших капітанів-регентів, яких на той час називали консулами,  про якого є певні відомості: він обіймав цю посаду протягом шести місяців з 1 квітня по 1 жовтня 1253 року разом з Оддоне Скаріто. 
Єдина попередня звістка про консульства датується приблизно десятирічною давниною, вона міститься в документі, де цитуються сам Оддоне Скаріто та Філіппо да Стерпето. 